# Aventures en Birmanie
Pour plus de détails, voir Fiche technique et Distribution.
Aventures en Birmanie (Objective, Burma!) est un film de guerre américain réalisé par Raoul Walsh, sorti en 1945.

## Synopsis
En 1943, un commando de parachutistes américains, aidé d'un officier de l'Armée nationale révolutionnaire chinoise et de deux éclaireurs gurkhas, est largué en Haute-Birmanie pour détruire une station-radar japonaise. Sur le chemin du retour, les péripéties vont se multiplier alors que l'unité devra affronter des soldats japonais.

## Fiche technique
- Titre : Aventures en Birmanie
- Titre original : Objective, Burma![1]
- Réalisation : Raoul Walsh
- Scénario : Ranald MacDougall, Lester Cole
- Direction artistique : Ted Smith
- Décors : Jack McConaghy (en)
- Costumes : Henry Field, Clayton Brackett
- Photographie : James Wong Howe[2]
- Effets visuels : Edwin B. DuPar
- Son : C. A. Riggs
- Montage : George Amy
- Musique : Franz Waxman[3]
- Conseillers techniques : Major Charles S. Galbreath, Major M. H. Whyte
- Production : Jerry Wald
- Production exécutive : Jack Warner
- Société de production : Warner Bros. Pictures
- Société de distribution : Warner Bros. Pictures
- Pays d'origine :  États-Unis
- Format : Noir et Blanc - 35 mm — 1,37:1 - Son Mono (RCA Sound System)
- Genre : guerre, aventure
- Langues originales : anglais, japonais
- Durée : 142 minutes
- Dates de sortie : 
  -  États-Unis : 26 janvier 1945 (première à New York), 17 février 1945 (sortie nationale)
  -  France : 28 novembre 1945 (première parisienne au Triomphe, en version originale, ré-exploité en 1963 sous le titre Le Commando de l'enfer)[4]

## Distribution
- Errol Flynn : Capitaine Nelson[5]
- James Brown : Sergent Treacy
- William Prince : Lieutenant Sid Jacobs
- George Tobias : Caporal Gabby Gordon
- Henry Hull : Mark Williams (correspondant de guerre American News)
- Warner Anderson : Colonel J. Carter (CO, 503 rd Infantry)
- John Alvin : Hogan
- Mark Stevens : Lieutenant Barker
- Richard Erdman : Pvt. Nebraska Hooper

Et, parmi les acteurs non crédités :
- Erville Alderson : Général Joseph W. Stilwell
- Joel Allen : Caporal Brophy
- Hugh Beaumont : Capitaine Hennessey
- Anthony Caruso : Miggleori

## Analyses
Ce film vaut pour son « travail minutieux de reconstitution : filmer la guerre à ras de terre, manière de « document » aux antipodes de tout lyrisme si ce n'est un émerveillement devant la possibilité de filmer cela ». Le film « parle de la guerre, si complètement et si concrètement qu'il est, au sens plein et multiple du terme, un « film de (la) guerre ». L'approche brute de devient la réalité réelle du cinéma et le film la réalité réelle de la guerre ».
Le film est très américain, même s'il met en scène un Chinois et deux Gurkhas. Cette composition à la gloire des États-Unis « provoqua un tollé en Grande-Bretagne et fut retiré des salles après une semaine » à la suite d'une « intervention personnelle du Lord-chambellan, choqué, ainsi que tous les Britanniques en général, par l'absence complète de toute armée britannique dans ce conflit. Le film y retourna quelques années après, précédé d'un texte de présentation, véritable mot d'excuse ». 
Errol Flynn est abordé, lors d'une soirée de gala, par le roi George VI, qui « me demanda avec étonnement :
— Mr Flynn, pourquoi les gens se mettent-ils toujours à rire de vous quand on parle de la Birmanie ?
Je ne savais que répondre.
— Le film laissait entendre que j'avais conquis la Birmanie tout seul, et c'était un peu exagéré.
Il se mit à rire, l'air plus étonné encore.
J'aurais mieux fait de lui dire que les Américains ne prétendaient pas du tout avoir conquis la Birmanie, mais le film était sorti au moment où les Britanniques étaient encore en train de panser leurs blessures après une retraite désastreuse, et que mes exploits, associés au fait que les Américains paraissaient être arrivés in extremis en sauveurs, avaient piqué les anglais au vif.
Depuis lors, je suis resté la cible des dessinateurs humoristiques ».
Aventures en Birmanie est le premier film d'une « tétralogie militaire ou guerrière consacrée aux conflits du Pacifique (Japon, Corée) » avec Le Cri de la victoire (1955), Les Nus et les Morts (1958) et Marines, Let's Go! (1961).
Capitaine sans peur (1951) peut être considéré comme un « remake partiel d'Aventures en Birmanie et préfiguration tout autant partielle des Aventures du capitaine Wyatt, qui le suit de quelques mois, lui-même remake plus ou moins fidèle d'Aventures en Birmanie ».
Pour Errol Flynn, il s'agissait de « l'un des seuls films dont je sois fier : parfois le faux-semblant n'est pas si éloigné de la réalité qu'on pourrait le croire. Les films paraissent alors plus réels que les choses qu'ils sont censés représenter ».

## Récompenses
- Nommé aux Oscars de 1946 pour :
  - le meilleur montage en faveur de George Amy,
  - la meilleure musique de film en faveur de Franz Waxman,
  - le meilleur scénario en faveur d'Alvah Bessie.

#### Ouvrages généraux
- Gérard Devillers et Marceau Devillers, Anthologie du Cinéma, tome V : Errol Flynn, Paris, L'Avant-scène Cinéma, 1970, p. 337-392.

#### Monographies
- Errol Flynn (trad. France-Marie Watkins et Solange Metzger), Mes 400 coups, Paris, Olivier Orban, coll. « Ramsay Poche Cinéma » (no 52), 1977 (1re éd. 1959), 354 p. (ISBN 2-85956-655-4 et 978-2-8595-6655-5).
- Pierre Giuliani, Raoul Walsh, Paris, Edilig, coll. « Filmo-14 », 1986, 168 p. (ISBN 2-85601-137-3 et 978-2-8560-1137-9).
- Michel Marmin, Raoul Walsh : L'Amérique perdue, Paris, Dualpha, 2003 (1re éd. 1970), 255 p. (ISBN 2-912476-91-7), p. 29-34.
- (en) Tony Thomas, Rudy Behlmer et Clifford McCarty, The Films of Errol Flynn, Secaucus, New Jersey, The Citadel Press, 1969, 221 p. (ISBN 0-8065-0237-1), p. 137-140.